# Toga

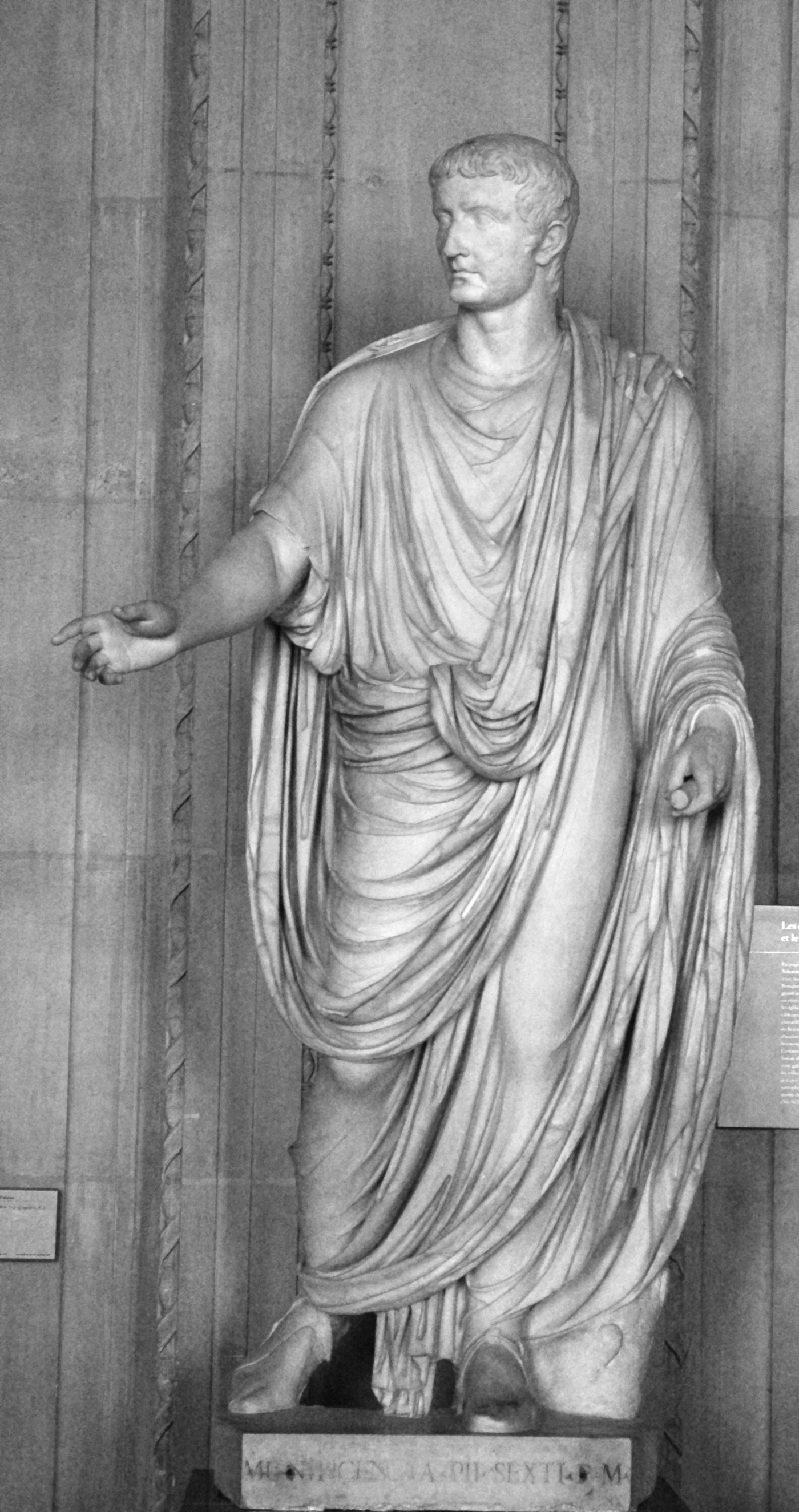
Estátua do imperador Tibério mostrando a toga drapeada do século I d.C.

A toga uma vestimenta distinta da Roma antiga, era um tecido aproximadamente semicircular, entre 12 e 20 pés (3,7 e 6,1 m) de comprimento, drapeado sobre ombros e ao redor do corpo. Geralmente era tecido de lã branca e era usado sobre uma túnica. Na tradição histórica romana, diz-se que foi o vestido preferido de Rômulo, o fundador de Roma; também foi pensado para ter sido originalmente usado por ambos os sexos e pelo cidadão-militar. Como as mulheres romanas gradualmente adotaram a estola, a toga foi reconhecida como roupa formal para os cidadãos romanos do sexo masculino. Mulheres consideradas culpadas de adultério e mulheres envolvidas em prostituição podem ter fornecido as principais exceções a esta regra.
O tipo de toga usada refletia a posição de um cidadão na hierarquia civil. Várias leis e costumes restringiam seu uso aos cidadãos, que eram obrigados a usá-lo em festas públicas e deveres cívicos.
Desde seu provável início como uma roupa de trabalho simples e prática, a toga tornou-se mais volumosa, complexa e cara, cada vez mais inadequada para qualquer coisa que não fosse o uso formal e cerimonial. Foi e é considerado o "traje nacional" da Roma antiga; como tal, tinha grande valor simbólico; no entanto, mesmo entre os romanos, era difícil de vestir, desconfortável e difícil de usar corretamente e nunca verdadeiramente popular. Quando as circunstâncias permitiam, aqueles que tinham direito ou eram obrigados a usá-lo optavam por roupas casuais mais confortáveis. Aos poucos, caiu em desuso, primeiro entre os cidadãos da classe baixa, depois entre os da classe média. Eventualmente, foi usado apenas pelas classes mais altas para ocasiões cerimoniais.

## Ver também

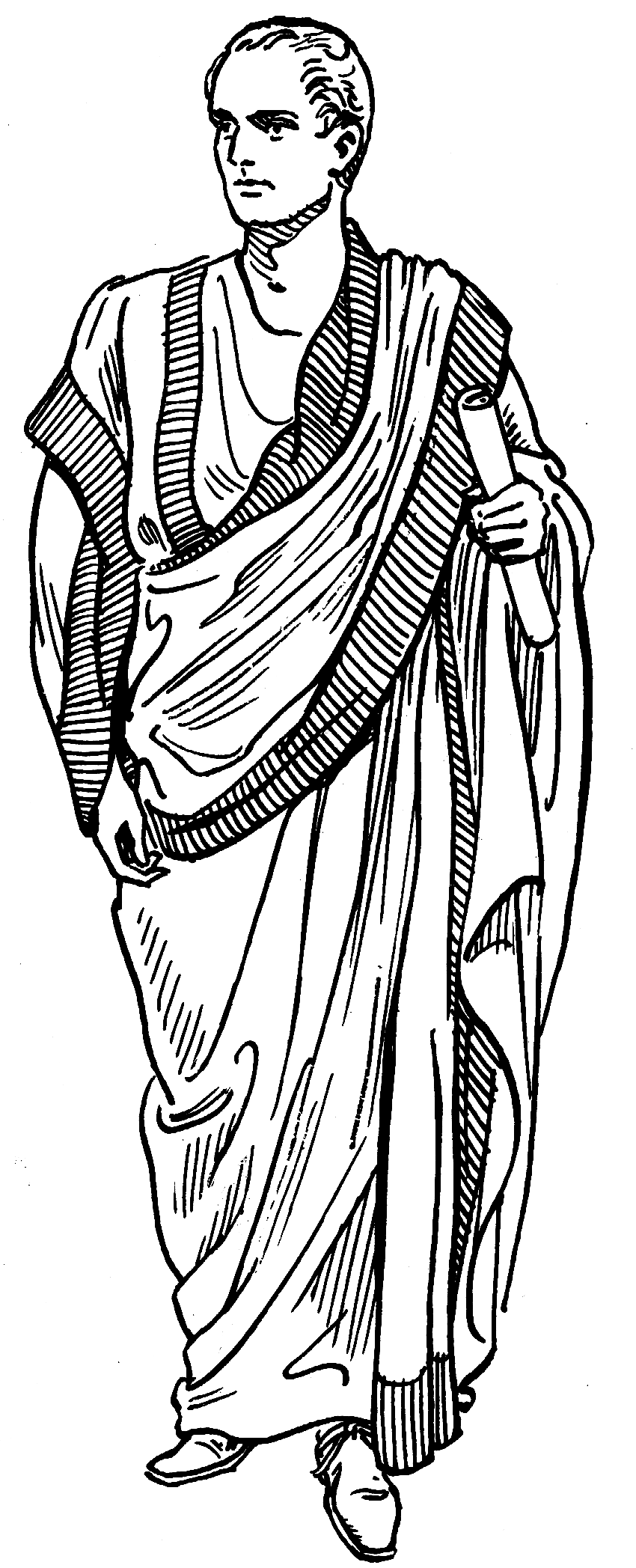
Uma toga